# Râul Valea Dracului, Olteț
- Pentru alte râuri omoloage, din varii bazine hidrografice, vedeți Râul Valea Dracului (dezambiguizare) .

Râul Valea Dracului este un curs de apă, afluent de stânga al râului Olteț, care este - la rândul său - un afluent de dreapta râului Olt. 

## Generalități
Râul Valea Dracului are un singur afluent de stânga, Râul Beleoaia, și nu are afluenți semnificativi de dreapta.

## Hărți
- Harta județului Olt - Județul Olt